# تول‌ویل (کالیفرنیا)
تول‌ویل (به انگلیسی: Tooleville) یک منطقهٔ مسکونی در ایالات متحده آمریکا است که در شهرستان تولار، کالیفرنیا واقع شده‌است. تول‌ویل ۰٫۱۷۳ کیلومتر مربع مساحت و ۳۳۹ نفر جمعیت دارد و ۱۲۱٫۰۱ متر بالاتر از سطح دریا واقع شده‌است.